# 1. Liga (Tschechoslowakei) 1982/83
Die Spielzeit 1982/83 der 1. Liga  war die 40. reguläre Austragung der höchsten Eishockeyspielklasse der Tschechoslowakei. Mit 62 Punkten setzte sich der Armeesportklub Dukla Jihlava an 44 Spieltagen durch. Für die Mannschaft war es ihr insgesamt neunter tschechoslowakischer Meistertitel. Als Tabellenletzter stieg der Serienmeister der 1960er Jahre, Poldi SONP Kladno, in die zweite Spielklasse ab.

## Modus
Wie in der Vorsaison wurde die Liga mit zwölf Mannschaften ausgespielt. Da jede Mannschaft gegen jeden Gruppengegner je zwei Heim- und Auswärtsspiele austrug, betrug die Gesamtanzahl der Spiele pro Mannschaft 44 Spiele. Meister wurde der Gewinner der Hauptrunde. Der Tabellenletzte stieg direkt in die jeweilige Landesmeisterschaft ab. Nach zwei Jahren wurden wieder Unentschieden eingeführt.

## Tabelle
| Pl. | Team                    | Sp. | S  | U  | N  | Torv.   | Pkt. |
| --- | ----------------------- | --- | -- | -- | -- | ------- | ---- |
| 1.  | Dukla Jihlava           | 44  | 28 | 6  | 10 | 176:100 | 62   |
| 2.  | TJ Vítkovice            | 44  | 24 | 6  | 14 | 191:177 | 54   |
| 3.  | Tesla Pardubice         | 44  | 24 | 5  | 15 | 180:134 | 53   |
| 4.  | Motor České Budějovice  | 44  | 22 | 3  | 19 | 163:147 | 48   |
| 5.  | VSŽ Košice              | 44  | 22 | 3  | 19 | 192:183 | 47   |
| 6.  | CHZ Litvínov            | 44  | 17 | 9  | 18 | 188:174 | 43   |
| 7.  | TJ Gottwaldov           | 44  | 17 | 6  | 21 | 175:172 | 40   |
| 8.  | Spartak ČKD Prag        | 44  | 15 | 10 | 19 | 145:155 | 40   |
| 9.  | TJ Škoda Plzeň          | 44  | 13 | 12 | 19 | 135:181 | 38   |
| 10. | Slovan CHZJD Bratislava | 44  | 16 | 5  | 23 | 141:175 | 37   |
| 11. | Zetor Brno              | 44  | 12 | 10 | 22 | 144:192 | 34   |
| 12. | Poldi SONP Kladno       | 44  | 12 | 8  | 24 | 140:180 | 32   |

## Topscorer
Bester Torschütze der Liga wurde Vincent Lukáč von VSŽ Košice, der in 42 Spielen insgesamt 49 Tore erzielte.
| Pl. | Name             | Team                   | Spiele | Tore | Assists | Punkte |
| --- | ---------------- | ---------------------- | ------ | ---- | ------- | ------ |
| 1   | Vincent Lukáč    | VSŽ Košice             | 42     | 49   | 19      | 68     |
| 2   | Pavel Richter    | Spartak ČKD Prag       | 44     | 20   | 44      | 64     |
| 3   | Jiří Lála        | Motor České Budějovice | 44     | 38   | 22      | 60     |
| 4   | Ladislav Svozil  | TJ Vítkovice           | 44     | 29   | 28      | 57     |
| 5   | Libor Havlíček   | Zetor Brno             | 40     | 11   | 45      | 56     |
| 6   | František Černý  | TJ Škoda Plzeň         | 43     | 34   | 20      | 54     |
| 7   | Karel Holý       | Spartak ČKD Prag       | 43     | 23   | 31      | 54     |
| 8   | Jaroslav Vlk     | TJ Vítkovice           | 39     | 17   | 36      | 53     |
| 9   | Jozef Lukáč      | VSŽ Košice             | 40     | 23   | 22      | 45     |
| 10  | František Černík | TJ Vítkovice           | 44     | 23   | 27      | 50     |

## Meistermannschaft von Dukla Jihlava
| Logo | Torhüter      | Jiří Králík, Steklík |
| Logo | Abwehrspieler | Radoslav Svoboda, Jaroslav Benák, Karel Horáček, Milan Chalupa, Eduard Uvíra, Adamík, Souček |
| Logo | Stürmer       | Klapka, Kořený, Kupec, Igor Liba, Liška, František Výborný, Ondřej Weissmann, Antonín Micka, Jindřich Micka, Netík, M. Novák, Oldřich Válek, Rostislav Vlach, G. Žák, J. Liška II., Jurčišin, Libor Dolana, Jehlička, Juříček |
| Logo | Trainer       | Stanislav Neveselý, Jaroslav Holík |

## 1. Liga-Qualifikation
- DS Olomouc – Dukla Trenčín 0:3 (5:10, 2:5, 1:8)

## Auszeichnungen
Quelle: hokej.snt.cz
- Zlatá hokejka: Vincent Lukáč (VSŽ Košice)
- Top TIPu:
  - Bester Torhüter: Jiří Králík (Dukla Jihlava)
  - Bester Verteidiger: Milan Chalupa (Dukla Jihlava)
  - Bester Stürmer:  Vincent Lukáč (VSŽ Košice)